# Hanging on by a Thread Sessions, Vol. 1
Hanging on by a Thread Sessions, Vol. 1 es el segundo EP de la banda de rock cristiano y post-grunge The Letter Black. Fue lanzado el 22 de marzo de 2011 por el sello discográfico Tooth & Nail Records.
El EP se caracteriza por contener canciones acústicas provenientes del disco anterior, Hanging on by a Thread, lanzado en 2010.

## Lista de canciones
| N.º | Título                                     | Duración |  |
| 1.  | «Fire With Fire»                           | 3:06     |  |
| 2.  | «Fire With Fire (N.Y.C. Amyl Nitrate Mix)» | 3:15     |  |
| 3.  | «Useless Alibis»                           | 3:04     |  |
| 4.  | «While You're Away»                        | 4:45     |  |
| 5.  | «Collapse»                                 | 3:59     |  |

## Personal
- Sarah Anthony – voz
- Mark Anthony – voz secundaria y guitarra
- Matt Beal – bajo
- Mat Slagle – batería